# Phyllanthus mckenziei
Phyllanthus mckenziei är en emblikaväxtart som beskrevs av Francis Raymond Fosberg. Phyllanthus mckenziei ingår i släktet Phyllanthus och familjen emblikaväxter.
Artens utbredningsområde är Aldabra. Inga underarter finns listade i Catalogue of Life.